# Pierre Van Lede
Pierre (Pieter) Van Lede (Brugge, 23 februari 1768 - 6 november 1836) was een gemeentelijk en later provinciaal ambtenaar en een verzamelaar en auteur van kopieën van oude handschriften.

## Levensloop
Van Lede was een zoon van Joseph Van Lede († 1779) en Isabella Casier. Het gezin telde twee jongens en twee meisjes en de vader overleed vroegtijdig.
Er bestond in Brugge een notabele familie Van Lede, die reders en internationale handelaars, maar Pieter Van Lede behoorde blijkbaar tot een tak van eerder bescheiden naamdragers.
Hij werd in de Franse tijd adjunct-ontvanger van de Burgerlijke godshuizen en voogd van wezen. Hij maakte zich vooral verdienstelijk met het maken van kopieën van allerhande handschriften. Hij stond hiervoor in contact met onder meer Jacques Goethals-Vercruysse, Lodewijk Jacobus Haspeslagh, Pieter Ledoulx, Felix De Pachtere, Pierre-Jacques Scourion, Aybert van Huerne en Jozef van Huerne de Puyenbeke. Hij behoorde ook tot de vriendenkring van de jongere vrijgezel Lodewijk De Wolf (Brugge, 1804-1868), de eerste van de familie De Wolf die apotheker werd in Den Cleynen Thems in de Zuidzandstraat.
Van Lede legde voor zichzelf een bibliotheek aan, zowel van drukwerken als van handschriften. In de revolutiejaren had hij ook heel wat plannen verworven van kerken, kloosters, hospitalen enz.
Van Lede schreef bijdragen in de Gazette van Brugge en der provincie West-Vlaanderen. Vanaf 1817 werd hij medewerker van de Nieuwe Gazette van Brugge van Felix De Pachtere, aan wie hij korte geschiedkundige en folkloristische bijdragen leverde. 
Van Lede bleef vrijgezel en werd op een niet nader bekende datum beambte in de provinciale archiefdienst. Bij zijn overlijden woonde hij in de Boeveriestraat.

## Sint-Salvatorskerk
In zijn Ephémérides brugeoises vertelde Jacques Gailliard dat Pieter Van Lede (die hij als 'antiquair' vernoemde) een belangrijke rol had gespeeld in het redden van de Sint-Salvatorskerk tijdens de periode van sluiting en verkoop als nationaal goed. Hij schreef hierover: "We moeten met voorliefde de naam vermelden van Pieter Van Lede die door zijn moed en actieve energie de (Sint-Salvators)kerk kon onttrekken aan de onvermijdelijke vernieling die ze bedreigde".
Nochtans vermeldde Luc Devliegher niet zijn naam, maar andere, in zijn beschrijving van de redding van de Sint-Salvatorskerk. Misschien was het dus op een ander gebied dat Van Lede diensten bewees. Hoe dan ook werd hij, steeds volgens Gailliard, uit erkentenis tot lid benoemd van de kerkraad van deze kerk, weldra als voorzitter-trezorier. Hij ijverde voor het oprichten, in die kerk, van een praalgraf voor graaf Karel de Goede, naar aanleiding van het feit dat het gebeente van de martelaar naar deze opvolgster van de Sint-Donaaskathedraal werd overgebracht.

## Margaretha van Eyck
James Weale schreef dat Pierre Van Lede het portret van Margareta van Eyck aankocht op de Vismarkt, waar het door een viswijf werd gebruikt als plank waarop ze haar vis kuiste en hij, na restauratie, het paneel aan de Brugse academie schonk. Weale schreef dit in 1908 en baseerde zich op een inlassing van dit verhaaltje, door een naamloze hand, in een handschrift van Pieter Ledoulx, gewijd aan de grote schilders van Brugge. Dit is door latere generaties kunsthistorici niet meer ernstig genomen. 
Er bestond trouwens een andere, eigentijdse uitleg, die kwam van een van de rechtstreeks betrokkenen, Jan Karel Verbrugge, en door hem werd toevertrouwd aan zijn Gedenkweerdige aantekeningen. Hierin vertelde hij dat de deken van de Sint-Lucasgilde het paneel aan hem had uitgeleend om er een kopie van te maken, en dat zijn vriend Van Lede het werk, bij zijn regelmatige bezoeken, in zijn atelier had opgemerkt. Toen Coppyn, de laatste deken van de Sint-Lucasgilde, teneinde opvordering door de Fransen te vermijden, het schilderij had gekocht, mits vereffening van de schulden van de gilde, en na enkele tijd besloot het schilderij van de hand te doen, was Pieter Van Lede de koper. Hij behield het schilderij enkele jaren bij zich en in 1808, toen hij lid van het bestuur van de kunstacademie werd, schonk hij het aan deze instelling.
Een andere schenking van Van Lede was die gedaan aan het stadsarchief van een rekeningboek van het librariërsgilde. Stadsarchivaris Scourion schreef op het schutblad: Ce registre des comptes de la confrérie des imprimeurs, libraires etc. de Bruges, dite de St. Jean l'Évangeliste, a été remis à la mairie, le 11 août 1813, par M[onsieur] Pierre van Lede, qui s’en trouvait casuellement dépositaire.

## Handschriften
- Description historique de l'Ordre illustre de la Toison d'Or, institué à Bruges par Philippe le Bon, comte de Flandre, etc. (ca. 1800)
- Cataloog van Boeken (ca. 1800).
- Description de la Jarretière bleue (ca. 1800).
- Copie van de Rollen inhoudende de namen en toenamen der Persoonen on 't fait der beroerten te Brugge en met de Klok gebannen waeren in de jaeren 1351, 1359, 1361, 1364, 1367 ende 1369.
- Description historique de l'école des pauvres garçons dite Ecole Bogaerde dans la ville de Bruges, contenant son origine et établissement, accroissement et décadence. (ca. 1805)
- Naemrol ofte aenwijzer tot het maeken van eene korte levensbeschrijving der mannen geboren binnen de vermaerde stad Brugge  en de landen van den Vrijen (...) (ca. 1807).
- Historique Levens door J. P. Van Male (19e E).
- Levens der Brugsche konstschilders door Pieter Le Doulx (19e E).
- Manuscript van Mr. Inbona (19e E).

## Publicaties
- Levensschets van Hendrik Jozef Fonteyne  s. j. (Brugge 1745 - Destelbergen 1816), in: Gazette van Brugge en der Provincie West-Vlaanderen, 21 februari 1816.
- Over de blinde Hollandse dichteres Petronella Moens, in: Gazette van Brugge en der Provincie West-Vlaanderen, 22 april 1816.
- Slagt-offer der graen-opkoopers. Karel den goeden xiv graef van vlaenderen, in: Gazette van Brugge en der Provincie van West-Vlaanderen, 11 december 1816.
- Een praalgraf voor Karel de Goede, in: Gazette van Brugge en der Provincie West-Vlaanderen, 20 december 1816.
- Over de Brugse dichter Lambertus de Vos (Vossius), in: Gazette van Brugge en der Provincie West-Vlaanderen, 25 december 1816.
- Kerkbezoek  in Brugge tijdens de Vasten, in: Nieuwe Gazette van Brugge, 3 maart 1818.